# Re Arnook
In Avatar - La leggenda di Aang, Re Arnook è il capo della tribù dell'acqua del nord, signore del polo nord e padre della principessa Yue. Quando sua figlia nacque, era in una situazione precaria e rischiava di morire. Disperato, pregò lo Spirito della Luna, che gli ordinò di portarla nell'oasi sacra. Immerse la neonata nello stagno, in cui nuotava lo spirito, ed i suoi capelli divennero bianchi, segno che in lei scorreva la forza vitale dello spirito, che l'aveva salvata dalla morte. Sua moglie, allora, chiamò la neonata Yue (che vuol dire proprio "luna"), in onore dello spirito.
Arnook ebbe qualche tempo dopo una visione profetica che riguardava la figlia. Seppe che una volta raggiunta la maturità, si sarebbe trasformata nella reincarnazione dello spirito della luna. Arnook è un uomo giusto ed è amato dal suo popolo. Tuttavia egli è prima di tutto un padre e farà di tutto per impedire il realizzarsi della visione. Quando Aang giunge nella città-fortezza, nomina Sokka come guardia del corpo della ragazza, ma malgrado i suoi sforzi sua figlia compirà il suo destino durante l'assedio dell'ammiraglio Zhao.